# Waldfischbach-Burgalben
Waldfischbach-Burgalben település Németországban, Rajna-vidék-Pfalz tartományban. Lakosainak száma 4720 fő (2023. december 31.).

## Népesség
A település népességének változása:
| Lakosok száma | 5791 | 4654 | 4683 | 4629 | 4671 | 4720 |
|               | 1975 | 2017 | 2019 | 2021 | 2022 | 2023 |